# Rostkatze

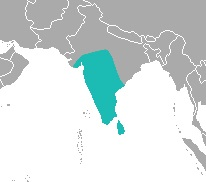
Verbreitungsgebiet der Rostkatze

Die Rostkatze (Prionailurus rubiginosus) ist eine kleine Katzenart, die mit der Bengalkatze (Prionailurus bengalensis) nahe verwandt ist. Sie kommt wildlebend in Indien und dem Inselstaat Sri Lanka vor.

## Merkmale
Rostkatzen wiegen 1,1 bis 1,6 Kilogramm, wobei Männchen schwerer als weibliche Tiere sind. Die Kopf-Rumpf-Länge beträgt 35 bis 48 Zentimeter, die Schwanzlänge 15 bis 30 Zentimeter. Damit gehört die Rostkatze zu den kleinsten Arten der Kleinkatzen. Das Fell der Rostkatze ist kurz und glatt, es ist graugelb gefärbt und mit für die Art namensgebenden rostbraunen Flecken gezeichnet. Die Flecken sind wie bei den meisten gefleckten Katzen in mehr oder weniger deutlichen Streifen über den Rücken und die Flanken verteilt, sie sind unregelmäßig und länglich geformt. Auf dem Kopf, der Schulter und dem Rücken können die Flecken in Streifen übergehen. Die Kehle, die Brust und der Bauch sind weiß mit ebenfalls dunkleren Flecken oder Streifen. Die Ohren sind klein und gerundet. Der Schwanz kann rostfarbene Ringe aufweisen.
Die Rostkatze sieht der Bengalkatze sehr ähnlich, ihre Flecken sind aber weniger deutlich und machen einen verwaschenen Eindruck. Verwechslungen der Rostkatze mit verwilderten Hauskatzen können aufgrund der geringen Größe und der Ähnlichkeit vorkommen.

## Verbreitung und Lebensraum
Es gibt zwei getrennte, disjunkte, Populationen der Rostkatze, die auch die bekannten Unterarten bedingen: eine im Süden Indiens, die die Südspitze der Halbinsel einnimmt, die andere auf Sri Lanka. Sie bewohnen hier unterschiedliche Lebensräume. Auf dem indischen Festland ist das Verbreitungsgebiet unzusammenhängend. Es wird angenommen, dass die Art nur im Süden und in den westlichen Zentralteilen vorkommt. Ein einzelnes Exemplar wurde 1975 im weit entfernten Jammu und Kashmir nachgewiesen.
Die Rostkatze lebt sowohl in Indien wie auch auf Sri Lanka vor allem in trockenen, offenen Regionen sowohl in Waldlebensräumen wie auch im Grasland, auf steinigen Flächen und auch in Teeplantagen. Nach einer Theorie hat die Konkurrenz der Bengalkatze die Rostkatze auf dem indischen Subkontinent aus den Waldlebensräumen vor allem in den Westghats verdrängt. Auf Sri Lanka gibt es dagegen keine Bengalkatzen, und die Rostkatzen Sri Lankas leben entsprechend auch in Regenwaldgebieten. Sie sind dort sowohl im Flachland auf Meereshöhe als auch in Gebirgshöhen bis zu 2100 m zu finden.

## Lebensweise
Über das Verhalten der Rostkatze in freier Wildbahn ist wenig bekannt. So stammen die meisten Beobachtungen zum Verhalten von in Gefangenschaft gehaltenen Tieren. Rostkatzen sind dämmerungs- und nachtaktive Einzelgänger, die in ihrer Lebensweise den Bengalkatzen weitgehend gleichen. Nach Beobachtungen an in Gefangenschaft lebenden Tieren sind die Tiere während ihrer Aktivitätsphase sehr aktiv und laufen viel umher. Obwohl sie gut klettern können, bewegen sie sich meistens am Boden.
Zu ihrer Beute gehören Vögel, Mäuse, Eidechsen und Insekten. Einheimischen Berichten zufolge werden Rostkatzen häufig nach starken Regenfällen gesichtet und jagen dann neben Nagetieren auch bevorzugt Frösche.
Die Jungtiere werden in Bauen unter Baumstämmen, in Baumhöhlen oder unter Steinen geboren. Der Östrus von Rostkatzen liegt bei ungefähr fünf Tagen. Die Tragzeit beträgt im Durchschnitt 67 Tage. Normalerweise haben Rostkatzen ein Junges, seltener zwei oder drei Jungtiere pro Wurf. Die Jungkatzen wiegen bei der Geburt 60 bis etwa 77 Gramm und sie bekommen ein dunkelbraunes Jugendfell mit rötlichem Einschlag und schwarzen Flecken, die typische Fellfärbung der Katzen bekommen sie erst später.

## Systematik
Die Rostkatze wird als eigenständige Art den Altkatzen (Gattung Prionailurus) zugeordnet. Die wissenschaftliche Erstbeschreibung stammt aus dem Jahr 1831 durch den französischen Naturforscher Isidore Geoffroy Saint-Hilaire aus Puducherry, der die Art als Felis rubiginosus bezeichnete und so den Katzen zuordnete. Die Gattung Prionailurus wurde 1858 durch den russischen Naturforscher Nikolai Alexejewitsch Sewerzow eingerichtet und enthält fünf Arten der Kleinkatzen, die aus den Echten Katzen (Felis) ausgegliedert wurden. Sie bilden nach aktueller Ansicht die Schwestergruppe zum Manul (Otocolobus manul), der einer eigenen Gattung zugeordnet ist. Die Rostkatze wurde der Gattung zum ersten Mal durch Reginald Innes Pocock 1917 als Prionailurus rubiginosa zugeordnet, im gleichen Jahr korrigierte er den Genus auf den heutigen Namen Prionailurus rubiginosus.
Man unterscheidet je nach Quelle zwei oder drei Unterarten der Rostkatze, die Nominatform aus Indien und außerdem zwei Unterarten auf der Insel Sri Lanka:
- P. r. rubiginosus Geoffroy Saint-Hilaire, 1831, Südindien
- P. r. koladivinus Deraniyagala, 1956, Trockengebiete Sri Lankas
- P. r. phillipsi Pocock, 1939, Feuchtzonen im Südwesten Sri Lankas

Nach Wilson & Reeder 2005 wird P. r. koladivinus nicht als eigenständige Unterart anerkannt und wird als Synonym von P. r. phillipsi geführt.

## Bestand und Bedrohung
Die Rostkatze wird von der IUCN (International Union for Conservation of Nature and Natural Resources) als bedroht (vulnerable) eingestuft. Jagd und Handel mit den Tieren sind in Indien und Sri Lanka grundsätzlich verboten, die Tiere in Indien sind auf dem Anhang I und die in Sri Lanka auf Anhang II des Washingtoner Artenschutzübereinkommens (CITES) gelistet. In Sri Lanka wird der Handel mit domestizierten Tieren streng kontrolliert. Ein Grund für den Rückgang dieser Tierart ist die Dezimierung ihres Lebensraumes durch Rodung der Wälder und das Voranschreiten der Nutzung der natürlichen Flächen für den Lebensraum des Menschen. Ein weiterer Grund ist der Fellhandel.
Die Sri-Lanka-Rostkatze wird in sieben europäischen Zoos in Deutschland, Frankreich, Tschechien und England gehalten. Als bedroht eingestufte Tierart ist die Kleinkatze ein Tier des Europäischen Erhaltungszuchtprogrammes (EEP). Das Internationale Zuchtbuch (ISB) führt der Zoo Frankfurt.

## Belege
1. 1 2 3 4 5 6 7 8 9 10 11 12 13  
Rusty-spotted Cat – Prionailurus rubiginosus In: Don E. Wilson, Russell A. Mittermeier (Hrsg.): Handbook of the Mammals of the World. Volume 1: Carnivores. Lynx Edicions, Barcelona 2009, ISBN 978-84-96553-49-1, S. 161.
2. 1 2  
Kristin Nowell, Peter Jackson: Status Survey and Conservation Action Plan. Wild Cats, S. 72.
3. ↑  
John Seidensticker, Susan Lumpkin: Große Katzen, S. 44.
4. 1 2 3  
Paige R. Langle: Prionailurus rubiginosus (Carnivora: Felidae). Mammalian Species 51 (986), 11. Dezember 2019; S. 155–162. doi:10.1093/mspecies/sez020.
5. ↑  
Don E. Wilson & DeeAnn M. Reeder (Hrsg.): Prionailurus rubiginosus in Mammal Species of the World. A Taxonomic and Geographic Reference (3rd ed).
6. ↑  
Don E. Wilson & DeeAnn M. Reeder (Hrsg.): Prionailurus rubiginosus phillipsi in Mammal Species of the World. A Taxonomic and Geographic Reference (3rd ed).
7. ↑  
Zootierliste, abgerufen am 18. Mai 2013.
8. ↑  
Zoo Frankfurt Zuchtprogramme